# Branne (Doubs)
Branne település Franciaországban, Doubs megyében. Lakosainak száma 181 fő (2022. január 1.). Branne Roche-lès-Clerval, Hyèvre-Paroisse és Pays-de-Clerval községekkel határos.

## Népesség
A település népességének változása:
| Lakosok száma | 131  | 159  | 171  | 173  | 176  | 169  | 175  | 179  | 179  | 181  |
|               | 1968 | 1982 | 1990 | 2006 | 2013 | 2015 | 2017 | 2019 | 2020 | 2022 |